# نظریه ام‌القری
نظریهٔ اُمّ‌القُریٰ (به معنی مادر قریه‌ها) نظریه‌ای برای تبیین خط مشی سیاست خارجی و تحلیل مرزهای قدرتِ نظام جمهوری اسلامی ایران و موقعیت ایران در جهان اسلام است که در دهه ۱۳۶۰ از سوی محمدجواد لاریجانی مطرح شد. بر اساس این نظریه جهان اسلام یک امت واحد است و ملاکِ وحدتِ امت رهبری آن است. اگر کشوری بتواند با تشکیل حکومت اسلامی سطح رهبری خود را از مرزهای سرزمینی‌اش فراتر برد، در موقعیت ام‌القرای جهان اسلام قرار می‌گیرد.
«نظریهٔ اُمّ‌القُریٰ» نخستین بار توسط عبدالرحمن کواکبی در مورد شهر مکه که مرکز مذهبی جهان اسلام است، به کار گرفته شد. وی برای حل مشکلات جهان اسلام، اجتماع رهبران و اندیشمندان، دانشمندان و فرهیختگان جهان اسلام در مکه به عنوان «امت اسلام» را پیشنهاد کرد. اگر کشوری به عنوان «اُمّ‌القُریٰ» جهان اسلام شناخته شود به گونه‌ای که ثبات آن برابر با ثبات اسلام و کشورهای اسلامی و ضعف آن برابر با ضعف اسلام و کشورهای اسلامی باشد، اگر تعارضی بین دستیابی به منافع ملی یا منافع عمومی مسلمانان ایجاد شود، منافع «ام‌القری» - البته اگر حیاتی و ضروری باشد - بر منافع ملل اسلامی برتری دارد؛ بنابراین، در صورت تعارض بین این دو مقوله، تکلیف دولت بین‌المللی اسلامی روشن است.

## ایران به عنوان ام‌القریٰ
از نظر مبتکران این نظریه، ایران پس از انقلاب ۵۷ در چنین جایگاهی قرار گرفته و روح‌الله خمینی با تأسیس حکومت مبتنی بر ولایت فقیه در دو شأن رهبر ایران و رهبر امت اسلام قرار گرفت. به این ترتیب حکومت ایران بایستی علاوه بر منافع ملی به منافع جهان اسلام نیز بپردازد و دیگر کشورها نیز موظفند از ایران به عنوان ام‌القرای جهان اسلام حمایت و دفاع کنند. در صورتی که میان منافع ام‌القرا و منافع امت تعارضی پیش آید منافع امت همواره مقدم است مگر در حالتی که مسئله بر سر حفظ نظام اسلامی در ام‌القری باشد. بر اساس این نظریه حفظ ام القری بر هر چیز دیگر اولویت دارد و در صورت لزوم می‌توان احکام اولیه اسلامی را هم برای حفظ آن به تعویق انداخت.
نظریه ام‌القری در کنار نظریه ملی‌گرایی اسلامی و نظریه صدور انقلاب یکی از نظریات اصلی در تبیین جایگاه جمهوی اسلامی ایران در جهان اسلام است. ام‌القری در مقایسه با دو نظریه دیگر بیشتر بر مفهوم «حکومت اسلامی» و «مصلحت نظام» تأکید دارد در حالی‌که در ملی‌گرایی اسلامی؛ ملت اسلامی ایران با توجه مرزهای جغرافیایی کشور در چارچوب مفهوم دولت-ملت مدرن تحلیل می‌شود و در نظریه صدور انقلاب هم آرمان «استمرار انقلاب اسلامی» بیش از هر چیز اهمیت پیدا می‌کند.
برخی از اظهارات روح‌الله خمینی به عنوان شاهدی بر صحت نظریه ام‌القری مورد استناد قرار گرفته‌اند. برای مثال وی در جایی می‌گوید: «الآن چشم‌های همه مردم دنیا به ایران دوخته شده… و اگر شکستی پیش آید خیال نکنید که این شکست برای ایران است بلکه برای همهٔ مستضعفان جهان واقع می‌شود». این اظهارات در واقع رابطه‌ای دیالکتیکی میان سرنوشت جمهوری اسلامی ایران و جهان اسلام برقرار می‌کند و از این نظر که مصالح ایران را به عنوان ابزار و مقدمه‌ای بر تأمین مصالح جهان اسلام مطرح می‌کند به نظریه ام‌القری نزدیک است.
پس از پایان جنگ ایران و عراق و مرگ خمینی سیاست‌ها و راهبردهای ایران عمدتاً بر اساس نظریه رئالیستی ام‌القری شکل گرفت که عملاً جایگزین تئوری ایده‌آلیستی «صدور انقلاب» شده است.

## اصول نظریه ام‌القری
اساس «نظریه ام‌القری» این است که اگر کشوری به عنوان «ام‌القری» در جهان اسلام دست یابد به گونه‌ای که شکست یا پیروزی آن شکست یا پیروزی کل اسلام، پس حفظ «ام‌القری» بر هر چیز دیگری ارجح است و حتی در صورت لزوم، می‌توان احکام اولیه را لغو کرد. البته حفظ «ام‌القری» به معنای کامل کلمه است، نه فقط حفظ جغرافیای یک کشور؛ یعنی حفظ یک سیستم کامل حکومتی که شامل تمامیت ارضی و سیستم خاص حکومتی است که به موجب آن «ام‌القری» شده است، زیرا دولت یک کشور یک ماهیت جداگانه از جغرافیا و ذاتی معنوی دارد. منظور از حفظ «ام‌القری»، حفظ هر دو جنبه آن است.
محمد جواد لاریجانی در توضیح این نظریه، اصول آن را در موارد زیر خلاصه می‌کند:
- وحدت امت جهان اسلام: آنچه واضح است این است که مرزبندی‌های جغرافیایی و تقسیم شدن امت مسلمان جهان به چندین ملت نتیجه یک روند تاریخی پر از ظلم است لذا مرزهای جغرافیایی اعتبار واقعی ندارند، اما باید پذیرفته شوند زیرا در دنیای امروز قابل رد کردن نیستند.[۱۷][۱۸] بنابراین، در عمل، امکانات و اختیارات جهان امروز، هر حکومت اسلامی را به مرزهای کشور خودش محدود می‌کند، اما در واقع، همه مسلمانان یک ملت واحد هستند که منافع آنها با هم گره خورده است.[۱۹]
- رهبری ملاک وحدت یک ملت است و هدایت این ملت واحد باید توسط ولی و امام انجام شود. امام مسئول کل امت اسلامی است. کشوری که به عنوان «ام‌القری» جهان اسلام شناخته می‌شود حتماً دارای یک رهبر است که در واقع شایسته هدایت جهان اسلام است؛ بنابراین، برای تبدیل شدن به «ام‌القری»، موقعیت استراتژیک، جمعیت، نژاد و… مهم نیستند، معیار اصلی در ولایت و رهبری است.[۲۰]
- اگر کشوری «ام‌القری» شود، موظف است منافع کل ملت مسلمان را در نظر بگیرد، و اگر حقوق این ملت زیر پا گذاشته شود، با توانایی‌های خود قیام می‌کند و سعی می‌کند حق این ملت را زنده کند؛ لذا قدرتهای جهانی سعی در شکست دادن و نابود کردن «ام‌القری» می‌کنند، چون می‌خواهند هیچ‌کس مانع خواسته‌هایشان نباشد. همچنین ملت مسلمان موظف است از «ام‌القری» در برابر خطرهای جدی حمایت کند و برای نجات آن تلاش کند. در حقیقت، «ام‌القری» و ملت مسلمان هر یک نسبت به یکدیگر حقوق و وظایفی دارند. «ام‌القری» باید از ملت محافظت و حمایت کند و از طرف دیگر، اگر «ام‌القری» توسط دشمنان اسلام و مخالفان مورد حمله قرار گرفت، امت اسلام وظیفه دارد که «ام‌القری» را با تمام توان و وجودش حفظ کند.[۲۱]
- اگر در عمل بین حفاظت از منافع امت اسلامی و منافع ملی کشور «ام‌القری» تعارضی وجود داشته باشد، منافع ملت اسلامی همیشه اولویت دارد، مگر اینکه وجود «ام‌القری» در معرض خطر جدی باشد که حفظ آن بر کل ملت اسلامی (و نه تنها شهروندان کشور «ام‌القری») واجب است. استدلال این نظریه این است که اگر نفوذ و قدرت «ام‌القری» در جهان افزایش یابد، سایر ملتهای اسلامی نیز هماهنگ با آن حرکت خواهند کرد و این قیام و این تشدید روحیه اسلامی، مشکلات جدی برای تمام قدرتهای استعماری و ظالمانه جهان کنونی ایجاد می‌کند.[۲۱][۲]

## زمینه‌ها در ایران
طرح «نظریه ام‌القری» نقطه عطفی در روند اصلاح نگرش در زمینه سیاست خارجی جمهوری اسلامی ایران از آرمان‌گرایی به واقع گرایی و افزایش تأکید آن در حل نیازها و مشکلات داخلی است. اقدامات سیاسی و استراتژی‌های ایران پس از جنگ ایران و عراق عملاً مبتنی بر این نظریه بوده است. به دنبال جنگ عراق علیه ایران و پذیرش قطعنامه ۵۹۸ شورای امنیت، نیازهای جدیدی در سیاست داخلی و خارجی ایران شکل گرفت. بازسازی اقتصادی و نظامی با دستور دولت جدید ایران شروع شد و نگاه به داخل به جای توجه به خارج، به سیاست جدید مقامات سیاسی تبدیل شد. همه این تحولات در چارچوب «نظریه ام‌القری» بود. در واقع، این نظریه مبانی نظری لازم برای بررسی و تجدید نظر در سیاست خارجی ایران را فراهم آورد.
این نظریه در شرایطی مطرح شد که برخی از مقامات، صرف نظر از منافع ملی، معتقد بودند که ایران باید در امور برخی از کشورهای خاص دخالت کند و باید اقداماتی انجام دهد. در اوایل انقلاب، گروه‌های مختلفی در ایران با مناطق مختلف جهان در تماس بودند و می‌خواستند با کمک‌های نظامی، مالی و معنوی در هر کجا که تحت ستم و استعمار بود مداخله فوری کنند. در چنین شرایطی طبیعی بود که سعی شود هم ملاحظات اسلامی و هم منافع ملی در نظر گرفته شود؛ بنابراین، برای تأمین هر دو این منافع، «نظریه ام‌القری» مطرح شد.

## انتقادها
برخی این نظریه را معادل عمل‌گرایی کامل در کنش سیاسی دانسته و از آن انتقاد کرده‌اند. منتقدان می‌گویند دولت اسلامی باید در برابر ظلم و بی‌عدالتی قیام کند و از مظلوم در همه جای جهان اسلام دفاع کند. در حالی که «نظریه ام‌القری» جامعه اسلامی را به سمت سازش با سلاطین استبداد و کفر سوق می‌دهد و مصلحت و قرار گرفتن در وادی عمل‌گرایی را ملاک قرار می‌دهد. برخی دیگر معتقدند که گرچه «نظریه ام‌القری» یک طرح خوب است و شاید در شرایطی بتوان آن را به عمل درآورد و همه کشورهای اسلامی را با یک نظام سیاسی واحد و با مرکزیت یک کشور اسلامی و رهبری آن متحد کرد، اما با توجه به واقعیت جهان امروز، این نظریه نمی‌تواند واقعیت جهان سیاست را در چارچوب منافع اسلامی تبیین کند.